# François Modesto
François-Joseph Modesto (Bastia, Córcega, Francia, 19 de agosto de 1978) es un exfutbolista francés. Jugaba de defensa y su último equipo fue el SC Bastia de la Ligue 1 de Francia.

## Clubes
| Club            | País    | Año       |
| --------------- | ------- | --------- |
| SC Bastia       | Francia | 1997-1999 |
| Cagliari Calcio | Italia  | 1999-2003 |
| Modena F.C.     | Italia  | 2003      |
| Cagliari Calcio | Italia  | 2003-2004 |
| AS Monaco       | Francia | 2004-2010 |
| Olympiacos FC   | Grecia  | 2010-2013 |
| SC Bastia       | Francia | 2013-2016 |

## Palmarés

### Campeonatos nacionales
| Título               | Club          | País   | Año  |
| -------------------- | ------------- | ------ | ---- |
| Super Liga de Grecia | Olympiacos FC | Grecia | 2011 |